# Ułomie
Ułomie – wieś w Polsce położona w województwie kujawsko-pomorskim, w powiecie radziejowskim, w gminie Dobre.

## Podział administracyjny
Wieś duchowna, własność kapituły kruszwickiej, położona było w 1785 roku w powiecie radziejowskim województwa brzeskokujawskiego. W latach 1975–1998 miejscowość administracyjnie należała do województwa włocławskiego. Wieś sołecka.

## Demografia
Według Narodowego Spisu Powszechnego (III 2011 r.) wieś liczyła 60 mieszkańców. Była dwudziestą co do wielkości miejscowością gminy Dobre.

## Historia wsi
Wieś Unome w roku 1250 wymieniana była w liczbie wsi biskupów kujawskich. W roku 1557 wieś należała do kanonika włocławskiego Andrzeja Blinowskiego. W roku 1827 w miejscowości było sześć domów, w których mieszkały 52 osoby. W tym czasie powierzchnia wsi wynosiła 419 mórg. Mieszkający tu w połowie XIX wieku gospodarz o nazwisku Kulpa miał za żonę, siostrę Bartłomieja Nowaka – chłopskiego przywódcy powstania styczniowego na Kujawach.
Wierni kościoła rzymskokatolickiego należą do parafii Byczyna.